# HR-Klasse S
Die Klasse S der schottischen Eisenbahngesellschaft Highland Railway (HR) bestand aus einer einzelnen Tenderlokomotive der Achsfolge B2’, die 1890 in den unternehmenseigenen Lochgorm Works der HR gebaut wurde. Sie wurde speziell für den Einsatz auf der Strathpeffer Branch, einer kurzen Stichstrecke zum kleinen Kurort Strathpeffer, gebaut. Zunächst war sie als Satteltanklokomotive ausgeführt, wurde aber 1901 in eine Tenderlokomotive mit seitlichen Wassertanks umgebaut. In dieser Form blieb sie bis Ende 1929 im Dienst.

## Geschichte
Nach Einweihung der Strathpeffer Branch im Juni 1885 wurden die Züge auf der kurzen Strecke zwischen Dingwall und Strathpeffer zunächst von einer älteren Tenderlokomotive mit der Achsfolge 1A1 bespannt, die die HR 1871 in ihrer Werkstatt aus einer 1862 gebauten Schlepptenderlokomotive mit der gleichen Achsfolge umgebaut hatte. Für den Einsatz war die Maschine zuvor überholt worden und mit dem Namen Strathpeffer versehen worden. 1890 war Ersatz für diese inzwischen veraltete Maschine nötig. David Jones, der Locomotive Superintendent der HR, konstruierte dafür eigens eine neue Lokomotive mit der Achsfolge B2’. Er verwendete für den Bau der Maschine den Kessel einer älteren, zur bisher nach Strathpeffer eingesetzten Maschine ursprünglich baugleichen 1A1-Schlepptenderlokomotive. Die neue Lokomotive erhielt von der bislang eingesetzten Maschine den Namen Strathpeffer und bediente seitdem die Züge auf der Stichstrecke als Stammlokomotive. Die ursprüngliche Nummer 13 wechselte 1899 zu 53.
1901 baute Peter Drummond, der Nachfolger von Jones, die Maschine grundlegend um. Sie erhielt einen neuen Kessel, der bisherige Satteltank wurde durch herkömmliche Seitentanks ersetzt. In der von Drummond zu dieser Zeit durchgeführten Neuklassifizierung der HR-Lokomotiven wurde die Lokomotive als Klasse S eingeordnet. 1903 übernahm die HR den Betrieb der neu eröffneten Wick and Lybster Light Railway und stationierte die Lokomotive hierfür in Wick. Der Name wechselte dem neuen Einsatzgebiet entsprechend zu Lybster. Um 1920 wurde, wie bei allen anderen HR-Tenderlokomotiven, der Name entfernt.
Die London, Midland and Scottish Railway (LMS), in der die HR 1923 infolge des Railways Act 1921 aufging, übernahm die Lokomotive und teilte ihr die neue Nummer 15050 zu, im LMS-Nummernschema direkt vor den ähnlichen, ab 1905 gebauten Lokomotiven der HR-Klasse W. Sie blieb weiterhin in Wick stationiert und bediente die Strecke nach Lybster bis zu ihrer Ausmusterung Ende 1929.

## Technik
Baulich war die Lokomotive mit Innenzylindern und Flachschiebern ausgestattet. Wie alle Entwürfe von Jones erhielt sie eine Allan-Steuerung. Der gebraucht übernommene Kessel wurde für die neue Verwendung etwas verkürzt, ebenso wurden auch die Feuerbüchse und das Rost in ihren Ausmaßen etwas reduziert. Der Dampfdom saß oberhalb der Feuerbüchse zwischen dem Satteltank und dem Führerhaus. Auf ihm waren die Sicherheitsventile montiert. Beim Umbau 1901 bekam die Maschine einen neuen, deutlich leistungsfähigeren Kessel, wobei der Dampfdom in der Längsrichtung in die Kesselmitte rückte. Mit dem Ersatz des Satteltanks durch zwei Seitentanks war ein größerer Wasservorrat vorhanden.